# Rodrigues (piłkarz)
José Rodrigues dos Santos (ur. 31 lipca 1946 w Conde) – piłkarz brazylijski, występujący na pozycji napastnika.

## Kariera klubowa
Karierę piłkarską Rodrigues rozpoczął we CR Flamengo w 1964 roku. Z Flamengo zdobył mistrzostwo stanu Rio de Janeiro – Campeonato Carioca w 1965 roku. W latach 1968–1971 występował w Cruzeiro EC. Z Cruzeiro dwukrotnie zdobył mistrzostwo stanu Minas Gerais – Campeonato Mineiro w 1968 i 1969. W 1971 występował w CR Vasco da Gama.
W 1973 roku był zawodnikiem Clube Atlético Mineiro. W Atlético Mineiro 19 września 1973 w zremisowanym 0-0 meczu z Santosem FC Rodrigues zadebiutował lidze brazylijskiej. W tym sezonie wystąpił jeszcze w 5 meczach ligowych. Ogółem w ekipie wystąpił w 26 meczach, w których strzelił 8 bramek.

## Kariera reprezentacyjna
W reprezentacji Brazylii Rodrigues jedyny raz wystąpił 11 sierpnia 1968 w wygranym 3-2 towarzyskim meczu z reprezentacją Argentyny. W 21 min. Rodrigues zdobył drugą bramkę dla Brazylii w tym meczu.